# Нобатия
Нобатия или Нобадия (древненуб. ⲙⲓⲅⲓⲧⲛ︦ ⲅⲟⲩⲗ, греч. Νοβαδία), в арабских источниках Аль-Марис — древнеафриканское христианское государство со столицей в Пахорасе, образовавшееся в результате распада Мероитского царства. Государство было основано нобатами, которые были переселены из района оазиса Эль-Харга римским императором Диоклетианом в начале III века для защиты приграничных римских территорий от кочевников. В середине IV-го века в Нобатии распространилось христианство.
Государство Нобатия было образовано примерно в 400 году. Первым царём стал Харамадуе. Впоследствии цари Абурни и Силко смогли победить соседние кочевые племена блеммиев и серьёзно расширили размер страны.
Государство находилось от вдхр. Насер (Нубонго) и до начала пере-истока Нила. Около 650 года н. э. государство объединилось с Мукуррой, причины объединения неизвестны.  Но несмотря на объединение, Нобатия долгое время сохраняла автономию, её правителями были эпархи, называемые доместиками Пахораса.

## История

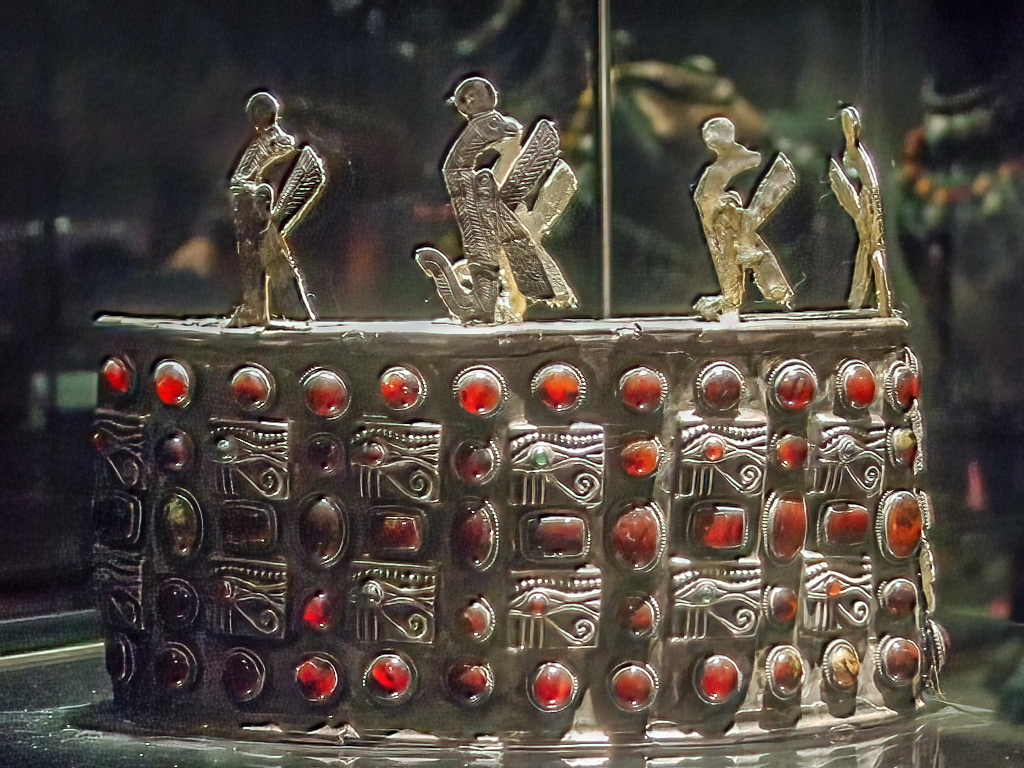
Царская корона обнаруженная в Баллане (V век)

Царство Нобатия было основано в бывшей мероитской провинции Акине, которая включала в себя большую часть нижней Нубии и предположительно была автономной ещё до окончательного падения Мероитского царства в середине IV века.  В то время как Нобаты/ˈnɒbəti/ были приглашены в регион из Западной пустыни римским императором Диоклетианом уже в 297 году н. э., их царство становится ощутимым только приблизительно в 400 году н. э.. Ранняя Нобатия это, скорее всего, та же цивилизация, которая известна археологам как культура Баллана. В конце концов нобатам удалось победить племя блеммиев, и надпись со стороны Силко, «Василиск» нобатов, утверждает, что они загнали блеммиев в Восточную пустыню. Примерно в это же время нобатская столица была перенесена в Пахорас (современный Фарас); вскоре после этого Нобатия обратилась в коптское христианство.
В 524 году византийский император пригрозил Химьяру послать против него экспедицию блеммиских и нобатских воинов, подтвердив таким образом статус нобатов как федератов. Нобаты считали себя наследниками Кушитского царства.
К 707 году Нобатия была присоединена к своему южному соседу Мукуррии. Обстоятельства этого объединения неизвестны. Также неизвестно, что случилось с царской семьёй Нобатии. Объединение, скорее всего, произошло до мусульманского завоевания в 652 году, поскольку арабские историки упоминают только об одном христианском государстве. Несмотря на объединение, Нобатия долгое время сохраняла автономию, её правителями были эпархи, называемые доместиками Пахораса. Первоначально эта должность была назначаемая со стороны царской власти, но, по-видимому потом, эта должность стала наследственной в более поздний период. Некоторые из их записей были найдены в Каср-Ибриме, представляя эпарха, как фигуру обладающую большой властью. Название Нобатии часто даётся как Аль-Марис в арабских источниках. Епархия Нобатии оставалась неотъемлемой частью царства Мукурры до самого конца, что подтверждается документом 1463 года, в котором упоминается епархия под названием Тиддерре.

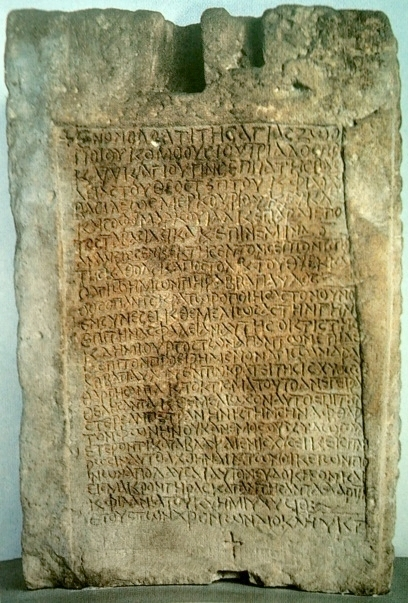
Надпись на основании собора Фараса от 707 года, которая использует дату восхождения на престол мукуррского царя Меркурия для датировки.

## Правители Нобатии
- Около 410 — около 420 — Харамадуе
- Примерно 450 — Абурни
- Около 536—555 — Силко
- Около 559—574 — Эирпаноме
- Около 577 — около 580 — Токилтоэтон
- Примерно 580 — Урпуувлэ
- Примерно 645 — около 655 — Захариас

## Религия

### Язычество
Со времён Птолемеев «государственной религией» нижней Нубии была древнеегипетская религия, особенно культ Исиды. Значение древней религии пережило Птолемеевский и Мероитский периоды, и нубийские паломники продолжали путешествовать в Филы. Храмы в Филах были окончательно закрыты в 535-538 годах, и нубийцам было запрещено их посещать. Был также и другой культ Исиды, это были греко-римские мистерии Исиды, он был подтверждён раскопанным святилищем в Каср-Ибриме. Этот культ также практиковался с мероитских времён

.

### Христианство

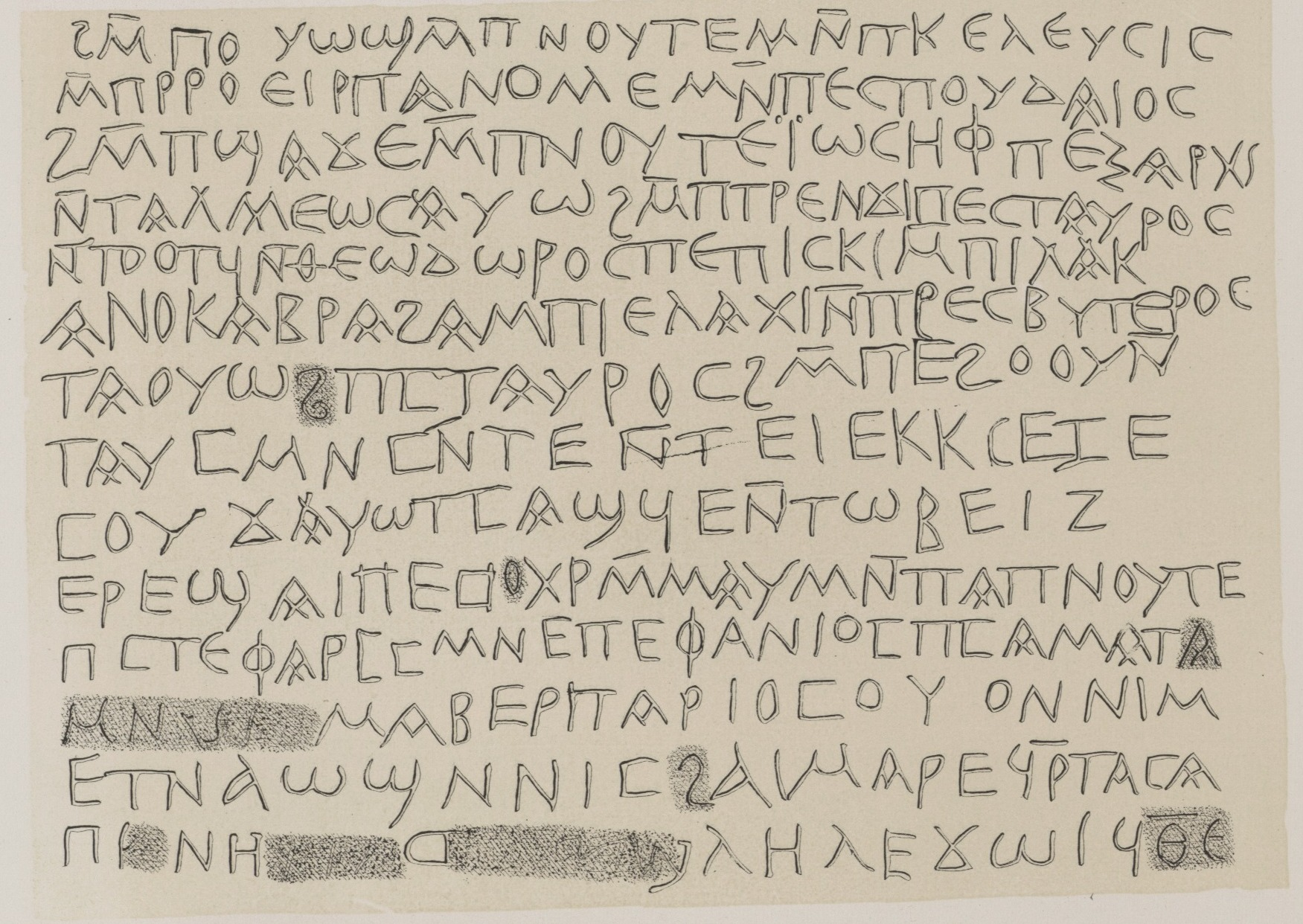
XIX век, копия коптской надписи из Дендуры, посвященной превращению храма в церковь во время правления царя Эирпаноме (середина VI века)

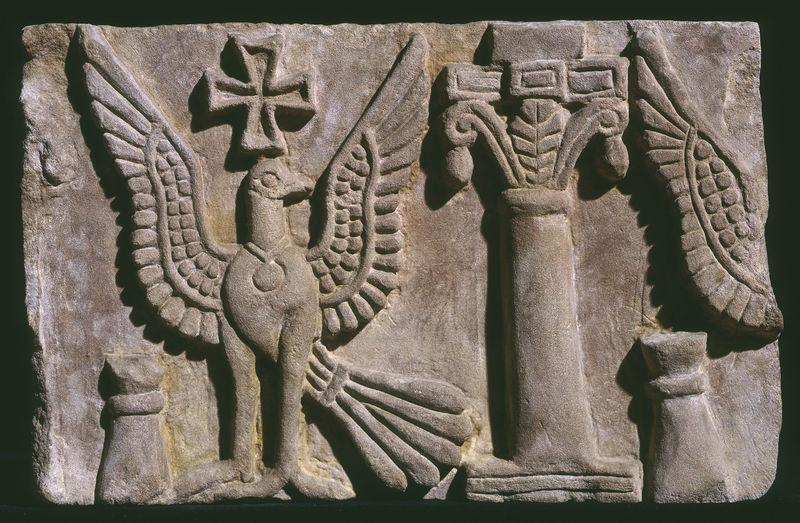
Фрагмент фрески Фарасского собора начало VII века

Как подтверждают эпиграфические и археологические свидетельства, христианство уже существовало среди части нобатского общества ещё до официального обращения 543 года. Нобатская элита, возможно, начала рассматривать возможность обращения в христианство в 530-х годах, параллельно с закрытием древних храмов. Христианство продолжало распространяться в Нобатии на различных социальных уровнях общества с разной скоростью. Города, например, быстро приняли новую веру, в то время как процесс христианизации деревень не был завершен до VII-IX вв.. К югу от второго порога Нила христианство, по-видимому, начало распространяться позже, чем на севере, возможно, с конца VI или начала VII века.
С 500 года в регионе распространилось христианство. В 543 году монах Юлиан был послан в Нобатию византийской императрицей Феодорой, чтобы обратить правителей страны в христианство. Эта дата считается днём принятия Нобатией христианства. К 550 году миссионером Лонгином в регионе было создано духовенство и начались проводиться литургии.
Со второй половины VII века нубийцы начали украшать свои церкви фресками. Сохранившиеся фрески этого раннего периода были найдены в Абу-Ода. Кроме того, у нас есть несколько фрагментов из Фарасского собора.

## Военная культура
Об организации Нобатской армии ничего не известно. Многие виды оружия, применявшиеся Нобатами, восходили к мероитскому периоду.

### Метательное оружие

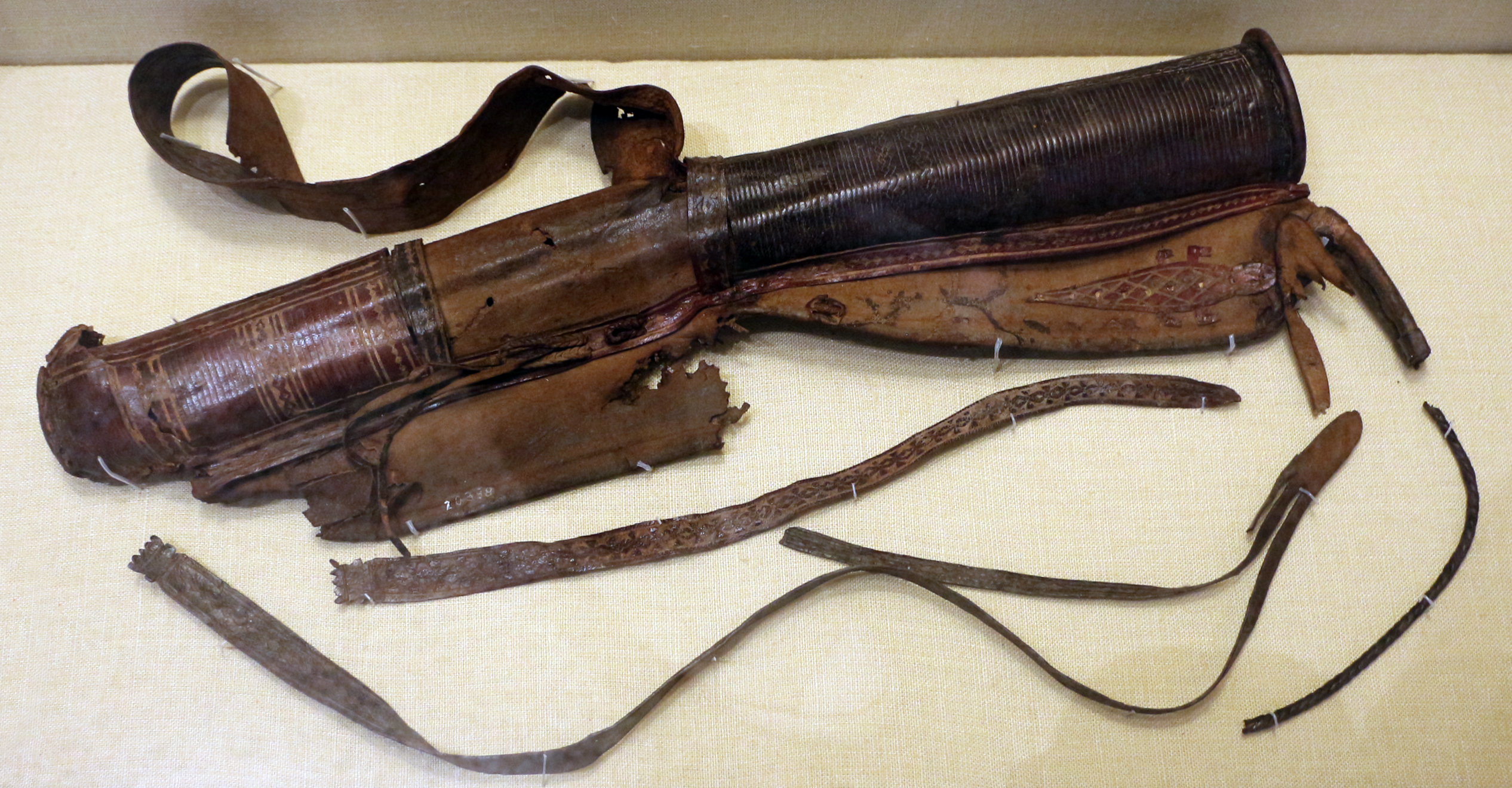
Колчан кустулов, примерно 400 год

Археология языческого периода подтверждает значимость стрельбы из лука для нубийцев, а следовательно, и для нобатов. Длинные луки, которые засвидетельствованы у кушитских наёмников со времён среднего царства, были заменены составными луками в мероитский или постмероитский период, размером около одного метра и первоначально предназначенными для стрельбы с лошади. Один простой деревянный самодельный лук известен из раннего нобатского погребения в Кустуле. Нобаты стреляли колючими и, возможно, отравленными стрелами длиной около 50 см.. Для хранения стрел, они использовали колчаны, сделанные из дубленой кожи, первоначально из длинношейных животных, таких как козы или газели. Кроме того, они были усилены ремнями, клапанами и сложным декором. Колчаны, возможно, носили не сзади, а спереди. На руке, держащей лук, лучники носили браслеты, чтобы защитить руку от повреждений во время натягивания тетивы. Для знати браслеты могли быть сделаны из серебра, в то время как более бедные версии были сделаны из сыромятной кожи. Кроме того, лучники носили специальные кольца на больших пальцах размером от трёх до четырёх сантиметров. Таким образом, нубийские лучники использовали технику натяжения лука, очень похожую на персидскую и китайскую, обе из которых также опирались на кольца для больших пальцев.
В Каср-Ибриме были обнаружены две арбалетных стрелы. В Нубии до сих пор не было известно случаев использования арбалетов.

### Оружие ближнего боя

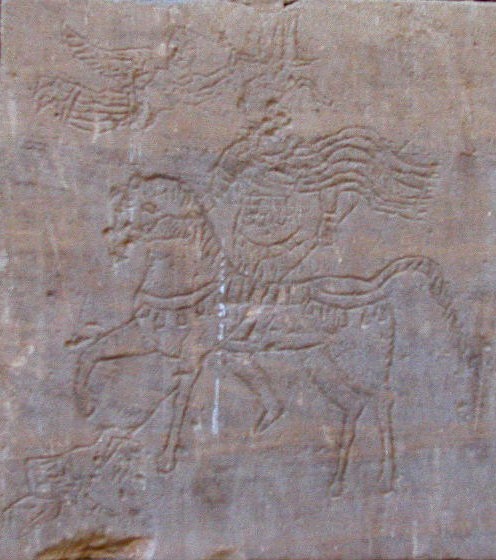
Граффити из храма Калабши (Мандулис), изображающее царя Силко на спине лошади, пронзающего копьём врага, будучи коронованным Никой

Характерным для нобатов оружием был короткий меч. Он имеет прямой полый клинок, который был заточен только на одном краю и поэтому был предназначен не для удара, а для рубки. Кроме упомянутых мечей, там были также копья, некоторые с большими лезвиями, а также алебарды. Копья с большими лезвиями и алебарды были, вероятно, только церемониальным оружием.

### Защита тела
Нобатские воины и их предводители использовали щиты и нательную броню, в основном изготовленные из кожи. Фрагменты толстой кожи были найдены в царских гробницах Кустула, что позволяет предположить, что погребение обычно происходило в доспехах. Хорошо сохранившийся и богато украшенный нагрудник из воловьей кожи был найден в Каср-Ибриме, в то время как аналогичный, но более фрагментарный фрагмент был обнаружен в Гебель-Адде, хотя этот был сделан из кожи рептилии, возможно, крокодила. Другой фрагмент, который, возможно, когда-то составлял нательный доспех, происходит из Кустула. Он состоял из нескольких слоёв дублёной кожи и был усыпан свинцовыми розетками.

## Другие источники
- Dane, Rachael Jane. Aesthetics and identity at Qustul and Ballana, Lower Nubia (англ.). — Durham thesis, 2006.
- Dijkstra, J. H. F. Religious encounters on the southern Egyptian frontier in Late Antiquity (AD 298- 642) (англ.). — 2005.
- Dijkstra, J. H. F. ”I, Silko, Came to Talmis and Taphis”. Interactions between the Peoples beyond the Egyptian Frontier and Rome in Late Antiquity // Inside and Out: Interactions between Rome and the Peoples on the Arabian and Egyptian Frontiers in Late Antiquity (англ.) / J.H.F. Dijkstra, G. Fisher. — Leuven, 2014. — P. 299—330. — ISBN 978-90-429-3124-4.
- Fuller, Dorian. The Economic Basis of the Qustul Splinter State: Cash Crops, Subsistence Shifts, and Labour Demands in the Post-Meroitic Transition // The Kushite World. Proceedings of the  11th International Conference for Meroitic Studies. Vienne, 1-4 September 2008 (англ.) / Michael Zach. — Verein der Förderer der Sudanforschung, 2015. — P. 33—60.
- Godlewski, Wlodzimierz. Remarks on the Art of Nobadia (V–VIII Century) // Nubische Studien (неопр.). — 1986.